# Colletes intermixtus
Colletes intermixtus är en biart som beskrevs av Swenk 1905. Colletes intermixtus ingår i släktet sidenbin, och familjen korttungebin. Inga underarter finns listade i Catalogue of Life.